# Kablesjkovo (distrikt i Bulgarien, Burgas)
Kablesjkovo (bulgariska: Каблешково) är ett distrikt i Bulgarien.   Det ligger i kommunen Obsjtina Pomorie och regionen Burgas, i den östra delen av landet, 300 km öster om huvudstaden Sofia.